# Валківський свищик
Валківський свищик — виріб із глини, звукова народна іграшка, що має два основних та один або два додаткові отвори для видобування звуків. Традиція виникла у Валківському повіті Харківської губернії: завдяки наявності великих родовищ глини по всій території повіту гончарні родини або майстерні були майже в кожному селі. У 2020 році внесено до Національного переліку елементів нематеріальної культурної спадщини. 

## Опис
Базова форма для валківського свищика — це вареник, який перебуває на трьох опорних точках, одна з яких — мундштук, тобто місце для свистка. Може бути частково вкритий поливою. Найчастіше вживані форми: птах, півник, коник, козлик, веприк. Виліплюють валківські свищики без застосування гончарного кола чи моделюючих форм. Утворення звуку відбувається завдяки наявності всередині забавки повітряної камери та мінімум двох отворів з неї на поверхню. За потреби виріб після висихання декорують ангобами переважно білого та червоно-коричнєвого кольору. 

## Відомі майстри
- Федір Гнідий
- Борис Цибульник